# Lęk pierwotny
Lęk pierwotny (ang. Primal Fear) – amerykański thriller z 1996 roku w reżyserii Gregory'ego Hoblita. Debiut kinowy Edwarda Nortona. Zdjęcia kręcono w Chicago, Los Angeles i Keystone w stanie Wirginia Zachodnia.

## Fabuła
Martin Vail (Richard Gere) to jeden z najlepszych adwokatów w Chicago, który broni dziewiętnastoletniego Aarona Stemplera (Edward Norton) podejrzanego o zabójstwo arcybiskupa. Mężczyzna liczy na spektakularne zwycięstwo. Oskarżycielką jest była uczennica i kochanka Martina. Prosta z pozoru sprawa przyjmuje nieoczekiwany obrót.

## Obsada
- Richard Gere jako Martin Vail
- Edward Norton jako Aaron Stempler
- Frances McDormand jako Dr Molly Arrington
- Laura Linney jako Janet Venable
- John Mahoney jako John Shaughnessy
- Steven Bauer jako Joey Pinero
- Joe Spano jako Kapitan Abel Stenner
- Tony Plana jako Martinez
- Stanley Anderson jako arcybiskup Richard Rushman
- Maura Tierney jako Naomi Chance
- Jon Seda jako Alex
- Alfre Woodard jako sędzia Miriam Shoat
- Terry O’Quinn jako Bud Yancy
- Andre Braugher jako Tommy Goodman

## Odbiór
Film Lęk pierwotny spotkał się z pozytywną reakcją krytyków. W serwisie Rotten Tomatoes, 74% z czterdziestu trzech recenzji filmu jest pozytywne (średnia ocen wyniosła 6,7 na 10). Na portalu Metacritic średnia ocen z 18 recenzji wyniosła 47 punktów na 100.

## Nagrody i nominacje
| Rok  | Miejsce                                                      | Nagroda       | Kategoria                    | Odbiorcy i nominowani | Wynik     |
| ---- | ------------------------------------------------------------ | ------------- | ---------------------------- | --------------------- | --------- |
| 1997 | 50. ceremonia wręczenia nagród Brytyjskiej Akademii Filmowej | BAFTA         | Najlepszy aktor drugoplanowy | Edward Norton         | nominacja |
| 1997 | MTV Movie Awards 1997                                        | Złoty Popcorn | Najlepszy czarny charakter   | Edward Norton         | nominacja |
| 1997 | 69. ceremonia wręczenia Oscarów                              | Oscar         | Najlepszy aktor drugoplanowy | Edward Norton         | nominacja |
| 1997 | Nagrody Saturn 1996                                          | Saturn        | Najlepszy aktor drugoplanowy | Edward Norton         | nominacja |
| 1997 | 54. ceremonia wręczenia Złotych Globów                       | Złoty Glob    | Najlepszy aktor drugoplanowy | Edward Norton         | wygrana   |